# 大森千明
大森 千明（おおもり ちあき、1947年2月25日 - 2017年7月22日）は、日本のジャーナリスト、元ジェイ・キャスト取締役社長・執行役員。東京大学卒業。

## 略歴
- 1971年、朝日新聞社入社。経済部記者。
- 1995年、「アエラ」編集長就任
- 「週刊朝日」編集長就任。
- 2001年1月、朝日新聞社出版本部長。
- 2003年2月、出版担当付。4月、帝京平成大学非常勤講師。
- 2005年4月、週刊朝日武富士広告リベート問題で、当時の編集長だったため降格の上停職2ヶ月の処分。
- 2006年1月、朝日新聞社退社。7月、「J-CASTニュース」編集長。
- 2010年6月から2016年6月までジェイ・キャストの取締役社長を兼務。
- 2016年初めから体調を崩し、その後、療養に専念するため、2017年6月に取締役を退任。
- 2017年7月22日、死去。70歳没 [1]。

## 武富士「裏金」
『週刊朝日』が、2000年6月から2001年春にかけて誌面に掲載したグラビア記事の取材費を、消費者金融大手の武富士に負担させていたもの。企業や団体のタイアップ広告型記事の場合、「企画広告」「協力○○社」などと明示するのが普通だが、この記事には一切の記述が無かった。これについて武富士側が抗議したところ、『週刊朝日』側は「写真展の開催」「書籍の出版」の際に武富士の社名を明記すると約束したが、最終的にこの約束も反故にされた。2005年3月、『週刊文春』の報道で事実関係が明らかになったが、朝日新聞社は、自社の紙面の「週刊文春」の広告の一部を「裏金という記述は誤り」として、黒塗りにした。
大森は、この連載当時の編集長として停職2カ月の上、降格処分となり、翌年朝日新聞を退社している。

## 著書
- 『不自由経済』
- 『嵐の中のサラリーマン』

（いずれも共著、朝日新聞社刊）